# Anatemnus orites
Espèce
Synonymes
- Chelifer orites Thorell, 1889

Anatemnus orites est une espèce de pseudoscorpions de la famille des Atemnidae.

## Distribution
Cette espèce se rencontre en Inde, au Sri Lanka, en Chine, en Birmanie, en Thaïlande, en Malaisie, en Indonésie et aux Philippines.

## Liste des sous-espèces
Selon Pseudoscorpions of the World (version 3.0) :
- Anatemnus orites major Beier, 1963
- Anatemnus orites orites (Thorell, 1889)

## Publications originales
- Thorell, 1889 : Aracnidi Artrogastri Birmani raccolti da L. Fea nel 1885-1887. Annali del Museo Civico di Storia Naturale di Genova, sér. 2, vol. 7, p. 521-729 (texte intégral).
- Beier, 1963 : Pseudoscorpione aus Vogelnestern von Malaya. Pacific Insects, vol. 5, p. 507-511 (texte intégral).